# Изъяю (приток Чикшины)
Изъяю (устар. Изъя-Ю) — река в России, протекает в Республике Коми по территории Печорского района и городского округа Вуктыл.

## География
Устье реки находится в 110 км по правому берегу реки Чикшина. Длина реки составляет 61 км. Притоки — Седъёль, Пыжавож, Зеръявож, Лунвож.

## Этимология гидронима
Данный гидроним происходит из языка коми, изъя — «каменный», «каменистый», ю «река».

## Данные водного реестра
По данным государственного водного реестра России относится к Двинско-Печорскому бассейновому округу, водохозяйственный участок реки — Печора от водомерного поста у посёлка Шердино до впадения реки Уса, речной подбассейн реки — бассейны притоков Печоры до впадения Усы. Речной бассейн реки — Печора.
Код объекта в государственном водном реестре — 03050100212103000064105.